# Ludwig Bänfer

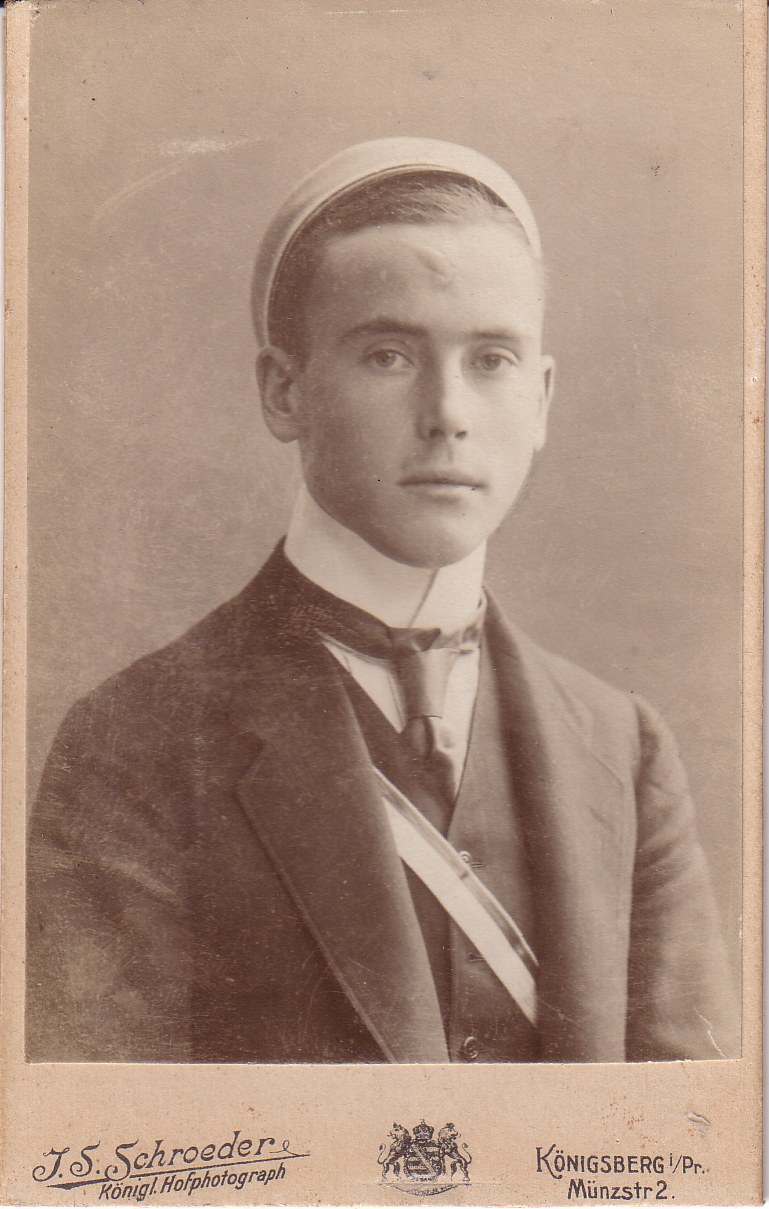
Ludwig Bänfer (1908)

Ludwig Bänfer (* 6. Februar 1890 in Burgsteinfurt; † 17. Juli 1964 in Salzburg) war ein deutscher Verwaltungsjurist und Ministerialbeamter.

## Leben
Bänfer kam als Kind nach Ostpreußen und besuchte das Löbenichtsche Realgymnasium. Nach dem Abitur studierte er Rechtswissenschaft an der Albertus-Universität Königsberg. Mit Alfred Prang und Franz Willuhn wurde er im Sommersemester 1908 im Corps Masovia aktiv. 1912 bestand er das Referendarexamen. Als Leutnant und späterer Kompanieführer im Grenadier-Regiment „König Friedrich I.“ (4. Ostpreußisches) Nr. 5 zog er in den Ersten Weltkrieg. Er kämpfte an der Ost- und der Westfront und wurde sehr früh mit dem Eisernen Kreuz 2. Klasse ausgezeichnet. Als er 1915 wegen einer Verwundung in Königsberg war, heiratete er Edith Wessel. Er wurde Regimentsadjutant und erhielt auch das Eiserne Kreuz 1. Klasse. Nach dem Krieg beendete er die Referendarausbildung in Ostpreußen. In der Weimarer Republik ging er nach der Assessorprüfung 1920 erst zur Staatsanwaltschaft Königsberg, dann zum Reichsministerium für Wiederaufbau. Bei der Preußischen Finanzverwaltung wurde er zum Regierungsrat (1925), Oberregierungsrat (1931) und Staatsfinanzrat (1935) befördert. Nach seiner Versetzung zum Reichsfinanzministerium war er dort von 1937 bis 1945 Ministerialrat. Nach längerem Automatischen Arrest berief ihn die britische Militärregierung in den Zonenbeirat. Nach dessen Auflösung wurde Bänfer nach Hannover versetzt, wo er 1955 pensioniert wurde.
Mit 74 Jahren während einer Kur gestorben, wurde er in Salzburg kremiert. Die Urne wurde in Hannover beigesetzt.

## Werke
- Die Beschlagnahme, Liquidation und Freigabe deutschen Vermögens im Auslande. Carl Heymanns Verlag, Berlin 1924. GoogleBooks
- mit Hans Krüger und Carl G. Grossmann: Das amerikanische Freigabegesetz vom 10. März 1928. Carl Heymanns Verlag, Berlin 1929. GoogleBooks